# تفجير الوشم 2004
تفجير الوشم 2004 هو تفجير حدث في المملكة العربية السعودية ونفذه انتحاري يدعى عبد العزيز المديهش في منطقة الرياض بتاريخ 21 ابريل 2004

## تفاصيل العملية
قاد عبد العزيز المديهش سيارة مفخخة من نوع جي إم سي بإتجاه مبنى الأمن العام في حي الناصرية في شارع الوشم وقتل 4 على الفور من بينهم مسؤلان أمنيان وجرح 148 آخرين ولقد توفي بعضهم لاحقاً ومن بينهم طفلتان.

## تبني العملية
تبنت العملية جماعة تطلق على نفسها كتائب الحرمين  بينما قال محللين أمنيين سعوديين أن كتائب الحرمين تابعة لجماعة تنظيم القاعدة في بلاد الحرمين 